# Styren
Styren (winylobenzen) – organiczny związek chemiczny, węglowodór aromatyczny z alkenowym łańcuchem bocznym. Jest związkiem wyjściowym do produkcji polistyrenu.

## Historia
W Polsce przed wybuchem II wojny światowej proces technologiczny otrzymywania styrenu opracował polski chemik Kazimierz Smoleński.

## Otrzymywanie
Główną metodą otrzymywania styrenu jest dehydrogenacja etylobenzenu:
Styren można także otrzymać poprzez eliminację chlorowodoru z chloroetylobenzenu lub uwodornianie fenyloacetylenu przy użyciu katalizatora Lindlara:

## Właściwości
Styren w warunkach normalnych jest bezbarwną lub lekko żółtawą cieczą o słabym, charakterystycznym, nieprzyjemnym zapachu. Styren łatwo i szybko ulega polimeryzacji, nawet pod wpływem promieni słonecznych lub niezbyt intensywnego ogrzewania, tworząc polistyren:
Łatwo polimeryzuje z butadienem, akrylonitrylem, estrami kwasów organicznych (np. akrylowego i metakrylowego), tworząc odpowiednie kopolimery i żywice polimerowe. Wchodzi w gwałtowne reakcje z silnymi utleniaczami.

## Zastosowanie
Styren w dużych ilościach stosowany jest do otrzymywania polistyrenu, kopolimerów styrenowych, kauczuków syntetycznych oraz żywic butadienowo-styrenowych. Najbardziej znanym i rozpowszechnionym kopolimerem jest tworzywo ABS, uzyskiwany w polimeryzacji akrylonitrylu, butadienu oraz styrenu. Styren jest współcześnie jednym z podstawowych surowców dla przemysłu tworzyw sztucznych.
Styren używany jest w licznych syntezach organicznych. W większości zużywany do produkcji polistyrenu, kopolimerów, gumy syntetycznej. Jest rozpuszczalnikiem i składnikiem żywic poliestrowych.

## Zagrożenia
Styren do organizmu człowieka dostaje się poprzez układ oddechowy, a także (w niewielkim stopniu) przez skórę. Substancja ta jest pochłaniana podczas bezpośredniej inhalacji w 60–80% i osadza się głównie w tkance tłuszczowej. Styren działa przede wszystkim depresyjnie na ośrodkowy układ nerwowy i obwodowy, przez interkalację nieprzereagowanego styrenu do neurylemmy i zaburzanie przewodnictwa nerwowego, jak i na poprzez oddziaływanie różnych form tlenku styrenu na poszczególne elementy tego układu. W organizmie człowieka działa depresyjnie na ośrodkowy układ nerwowy oraz drażniąco na błony śluzowe. Może prowadzić do marskości wątroby. W organizmie człowieka styren jest metabolizowany w wątrobie, głównie szlakiem prowadzącym przez tlenek styrenu, glikol styrenowy, kwas migdałowy lub kwas benzoesowy do kwasów hipurowego i fenyloglioksylowego, które są wydalane z moczem.
Amerykański Rejestr Substancji Toksycznych i Schorzeń (Agency for Toxic Substances and Disease Registry – ATSDR) stwierdza, że wystawienie organizmu człowieka na działanie styrenu w dużym stężeniu (stężenie styrenu 1000 razy większe niż w normalnym środowisku) może działać na układ nerwowy. Skutkami są zmniejszenie szybkość przewodności nerwowej i obniżenie czasu reakcji. U osób narażonych na kontakt ze styrenem mogą, wystąpić objawy zatrucia ostrego lub przewlekłego, w zależności od dawki, czasu i częstotliwości ekspozycji. Opary styrenu w małych stężeniach mogą wywołać łzawienie oczu i metaliczny smak w ustach, w stężeniach ok. 800 mg/m³ – ból i zaczerwienienie spojówek, a w większych – kaszel, zawroty głowy, zaburzenia równowagi, osłabienie, bóle głowy, zmęczenie, nerwowość, a także porażenie górnych dróg oddechowych i zaburzenia widzenia. Przerwanie ekspozycji na ten związek powoduje cofnięcie objawów. Kontynuowanie narażenia wywołuje senność, zaburzenia świadomości, może także wystąpić porażenie ośrodka oddechowego i śmierć. Skażenie skóry ciekłym styrenem może wywołać jej ból i zaczerwienienie. Skażenie oczu ciekłym styrenem wywołuje ból i zaczerwienienie spojówek. Po spożyciu, związek ten wywołuje ból gardła, ból brzucha, nudności, wymioty i ogólne objawy zatrucia drogą pokarmową. W przypadku zatrucia przewlekłego, objawami są przewlekłe zapalenie skóry, przewlekłe zapalenie spojówek, upośledzenie węchu, zaburzenia funkcji psychicznych, spowolnienie reakcji, zmiany w zapisie elektroencefalograficznym.
Styren został sklasyfikowany przez Międzynarodowa Agencje Do Walki z Rakiem, jako substancja potencjalnie rakotwórcza (klasa rakotwórczości B2).
Amerykański Departament Ochrony Środowiska (U.S. Environmental Protection Agency – EPA) nie klasyfikuje styrenu jako substancję rakotwórczą, lecz jako substancję podejrzewaną o działanie rakotwórcze, a także jako wykazującą działanie toksyczne na układ pokarmowy, nerki i układ oddechowy.
Styren zgodnie z rozporządzeniem Ministra Zdrowia z dnia 28 września 2005 r. w sprawie wykazu substancji niebezpiecznych wraz z ich klasyfikacją i oznakowaniem jest sklasyfikowany jako substancja niebezpieczna, wykazująca m.in. działanie drażniące na oczy i skórę. Obecność ww. substancji w zabawkach narusza przepisy § 17 ust. 3 rozporządzenia Ministra Gospodarki z dnia 14 listopada 2003 roku w sprawie zasadniczych wymagań dla zabawek.